# Dorylaimellus striatus
Dorylaimellus striatus är en rundmaskart. Dorylaimellus striatus ingår i släktet Dorylaimellus och familjen Dorylaimidae. Inga underarter finns listade i Catalogue of Life.